# Lammrostbiff

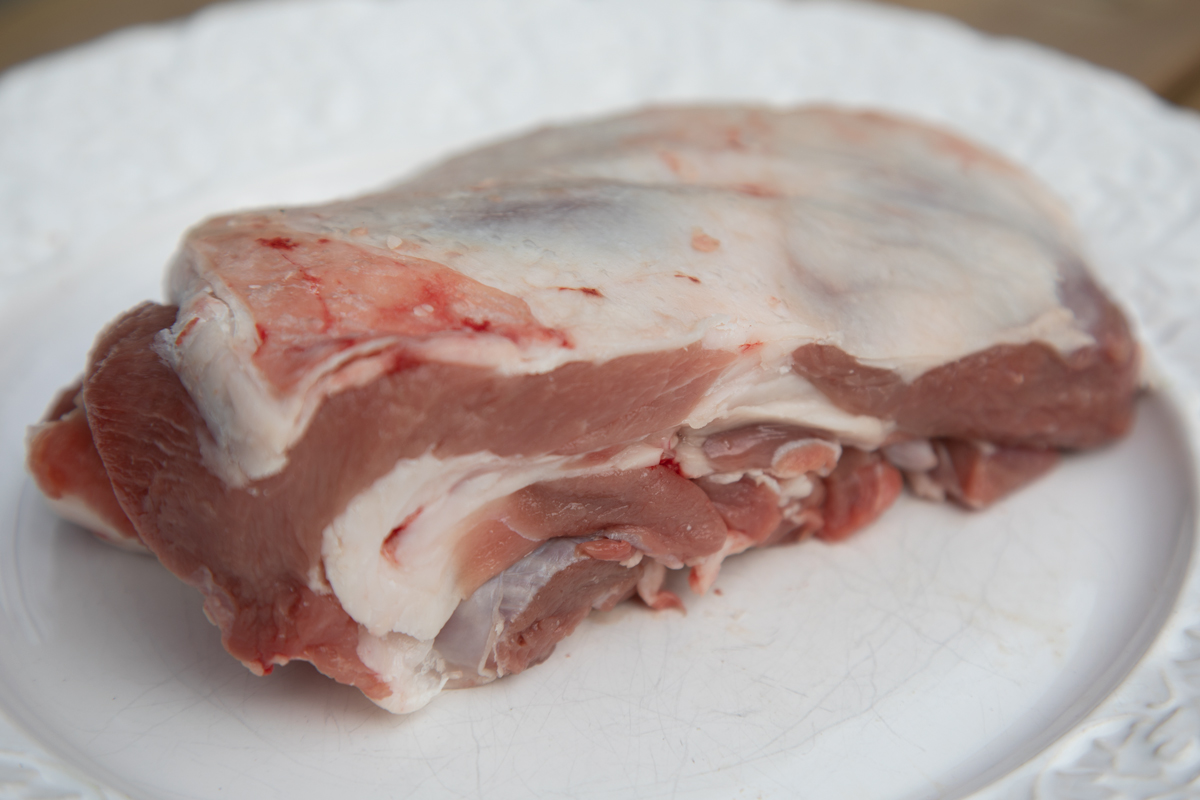
Lammrostbiff

Lammrostbiff eller sadelbit är en styckdetalj av lamm som består av lammstekens översta del och ibland styckas separat. Den kan styckas som stor eller liten, och med eller utan kappa.
Lammrostbiff är ett slags fin ministek, som kan tillagas och serveras som vanlig lammstek men är mörare. Den passar bäst att helstekas i ugn tills innertemperaturen är  57° (rött kött), 65° (rosa) eller 75° (helt genomstekt). Om den först bryns med den feta sidan ned blir den saftigare. Den kan också delas och stekas, men är inte lika mör som ytterfilén.
Den säljs i bit på 300–500 g eller större bit upp till ett kilo. Portionsstorleken beräknas till 100–125 g.